# كايلي (مدينة)
كايلي (بالصينية: 凯里市) هي مدينة من مدن الصين. يبلغ عدد سكانها 522601 نسمة حسب إحصائيات سنة 2014. تبلغ مساحتها 1570 كم².

## المناخ
يظهر الجدول التالي التغييرات المناخية على مدار السنة لكايلي:
| البيانات المناخية لـكايلي                               | البيانات المناخية لـكايلي | البيانات المناخية لـكايلي | البيانات المناخية لـكايلي | البيانات المناخية لـكايلي | البيانات المناخية لـكايلي | البيانات المناخية لـكايلي | البيانات المناخية لـكايلي | البيانات المناخية لـكايلي | البيانات المناخية لـكايلي | البيانات المناخية لـكايلي | البيانات المناخية لـكايلي | البيانات المناخية لـكايلي | البيانات المناخية لـكايلي |
| الشهر                                                   | يناير                     | فبراير                    | مارس                      | أبريل                     | مايو                      | يونيو                     | يوليو                     | أغسطس                     | سبتمبر                    | أكتوبر                    | نوفمبر                    | ديسمبر                    | المعدل السنوي             |
| ------------------------------------------------------- | ------------------------- | ------------------------- | ------------------------- | ------------------------- | ------------------------- | ------------------------- | ------------------------- | ------------------------- | ------------------------- | ------------------------- | ------------------------- | ------------------------- | ------------------------- |
| الدرجة القصوى °م (°ف)                                   | 24.0 (75.2)               | 30.4 (86.7)               | 33.6 (92.5)               | 34.7 (94.5)               | 35.2 (95.4)               | 35.1 (95.2)               | 37.5 (99.5)               | 37.8 (100.0)              | 35.9 (96.6)               | 33.3 (91.9)               | 30.0 (86.0)               | 24.8 (76.6)               | 37.8 (100.0)              |
| متوسط درجة الحرارة الكبرى °م (°ف)                       | 8.4 (47.1)                | 10.8 (51.4)               | 15.5 (59.9)               | 21.5 (70.7)               | 25.5 (77.9)               | 28.0 (82.4)               | 30.4 (86.7)               | 30.5 (86.9)               | 27.3 (81.1)               | 21.4 (70.5)               | 16.8 (62.2)               | 11.0 (51.8)               | 20.6 (69.1)               |
| المتوسط اليومي °م (°ف)                                  | 4.8 (40.6)                | 6.8 (44.2)                | 10.8 (51.4)               | 16.4 (61.5)               | 20.5 (68.9)               | 23.5 (74.3)               | 25.6 (78.1)               | 25.0 (77.0)               | 21.8 (71.2)               | 16.8 (62.2)               | 12.1 (53.8)               | 7.1 (44.8)                | 15.9 (60.7)               |
| متوسط درجة الحرارة الصغرى °م (°ف)                       | 2.4 (36.3)                | 4.3 (39.7)                | 7.8 (46.0)                | 13.0 (55.4)               | 16.9 (62.4)               | 20.2 (68.4)               | 22.3 (72.1)               | 21.3 (70.3)               | 18.1 (64.6)               | 13.8 (56.8)               | 9.0 (48.2)                | 4.2 (39.6)                | 12.8 (55.0)               |
| أدنى درجة حرارة °م (°ف)                                 | −5.5 (22.1)               | −4.6 (23.7)               | −2.1 (28.2)               | 3.0 (37.4)                | 6.1 (43.0)                | 11.7 (53.1)               | 13.5 (56.3)               | 15.0 (59.0)               | 9.8 (49.6)                | 3.9 (39.0)                | −2.4 (27.7)               | −5.3 (22.5)               | −5.5 (22.1)               |
| الهطول مم (إنش)                                         | 35.2 (1.39)               | 37.3 (1.47)               | 60.6 (2.39)               | 110.4 (4.35)              | 176.2 (6.94)              | 209.1 (8.23)              | 184.7 (7.27)              | 121.5 (4.78)              | 79.3 (3.12)               | 85.8 (3.38)               | 51.8 (2.04)               | 27.1 (1.07)               | 1٬179 (46.43)             |
| متوسط أيام هطول الأمطار (≥ 0.1 mm)                      | 14.9                      | 14.4                      | 15.9                      | 17.6                      | 17.6                      | 16.5                      | 14.0                      | 13.9                      | 11.2                      | 13.6                      | 10.3                      | 10.2                      | 170.1                     |
| متوسط الرطوبة النسبية (%)                               | 80                        | 79                        | 78                        | 78                        | 78                        | 80                        | 76                        | 77                        | 77                        | 80                        | 78                        | 76                        | 78                        |
| المصدر #1: China Meteorological Data Service Center     |                           |                           |                           |                           |                           |                           |                           |                           |                           |                           |                           |                           |                           |
| المصدر #2: Weather China (precipitation days 1971-2000) |                           |                           |                           |                           |                           |                           |                           |                           |                           |                           |                           |                           |                           |